# Marcipa alternata
Marcipa alternata là một loài bướm đêm trong họ Erebidae.